# Trachelas huachucanus
Trachelas huachucanus là một loài nhện trong họ Trachelidae.
Loài này thuộc chi Trachelas. Trachelas huachucanus được Willis J. Gertsch miêu tả năm 1942.